# Tiago Guillul
Tiago Guillul, nome artístico de Tiago de Oliveira Cavaco (Lisboa, Portugal, em 1977) é um músico, compositor, cantor, pastor baptista (Igreja Baptista da Lapa) e blogueiro português. Membro fundador do coletivo de artistas FlorCaveira, é um dos seus mais empreendedores elementos.
Recorre à tradição do punk, da música popular portuguesa e da música religiosa.
Além do projecto a solo, Tiago Guillul é membro das bandas "Ninivitas", "Guel, Guillul e O Comboio Fantasma", "Os Lacraus", "As Velhas Glórias", "Os Punhais", e desde 2017 também tem publicado canções sob seu nome de nascimento, Tiago Cavaco.
Editou em Dezembro de 2013 o livro "Felizes Para Sempre - e outros equívocos acerca do casamento". Atualmente tem mais livros escritos.
É casado e pai de quatro filhos.

## Música
Tem bandas desde os 15 anos, na sua maioria projectos com amigos da mesma idade, influenciados pela cena punk hardcore que se vivia na época. No entanto, era a cave da Igreja Baptista de Queluz o local de ensaio e de concertos de quase todas elas.
Em 2002 gravou os Fados para o Apocalipse contra a Babilónia. Em 2003 lançou o disco Mais dez fados religiosos de Tiago Guillul.
Em 2004 gravou o seu terceiro disco, Tiago Guillul quer ser o leproso que agradece. Um pequeno disco com os temas A Isabel é intelectual (porque perdeu a virgindade na Feira do Livro), Ó Judas, aperta o laço, A estranha via da monogamia e Tu tens o coração do tamanho do Salmo 119.
Apenas ao seu 4º disco, de nome IV, alcança dimensão nacional, graças à ampla cobertura crítica. Assim, no ano de 2008 começa também a projecção da editora FlorCaveira.
Em 2010 Guillul edita V, um disco muito anticipado[carece de fontes?], que recebe cobertura generalizada da crítica em Portugal.
Em 2011 edita "O Inverno Desinspirado do Rapaz do Sul do Céu", disco construído sobre excertos do disco "South Of Heaven" dos Slayer.
Em Novembro de 2011 edita "Os Lacraus Encaram o Lobo", disco que o reúne à banda de Guel, Sr. Ricardo e Ben Monteiro.
A 13 de Novembro de 2012, data de nascimento de Santo Agostinho, edita "Amamos Duvall", disco-duplo produzido por si e por João Eleutério.
A 16 de Setembro de 2013 edita com outros artistas da FlorCaveira o disco "Xungaria no Céu", maioritariamente produzido por si, Martim Torres e João Eleutério.
A 14 de Setembro de 2014 edita com Samuel Úria e Martim Torres o segundo disco da Xungaria no Céu, "Dropa o Beat", produzido sonoramente por si e João Eleutério e graficamente por Pedro Lourenço.
A 23 de Janeiro de 2015 edita "Sou Imortal Até Que Deus Me Diga Regressa", produzido por si e João Eleutério, em edição da FlorCaveira com a Amor Fúria.

## Discografia a Solo
- 2015 - Sou Imortal Até Que Deus Me Diga Regressa
- 2012 - Amamos Duvall
- 2011 - O Inverno Desinspirado do Rapaz do Sul do Céu (mixtape)
- 2010 - V
- 2008 - IV
- 2004 - Tiago Guillul quer ser o Leproso que Agradece
- 2003 - Mais Dez Fados Religiosos de Tiago Guillul
- 2002 - Fados para o Apocalipse contra a Babilónia

Colectâneas
- 2008 - A FlorCaveira apresenta o Advento – Canção-Ómega

## Na produção
Tiago Guillul destaca-se também enquanto produtor de uma boa parte dos discos da FlorCaveira.
Alguns exemplos da sua discografia enquanto produtor
- 2005 - Os Pontos Negros - Os Pontos Negros
- 2008 - Manuel Fúria - As Aventuras do Homem Arranha EP (Ed. FlorCaveira e Amor Fúria)
- 2008 - Os Pontos Negros - Magnífico Material Inútil (Ed. Universal)
- 2008 - João Coração - JC Nº1 Sessão de Cezimbra (Ed. FlorCaveira)
- 2009 - Samuel Úria - Nem Lhe Tocava EP (Ed. FlorCaveira)